# Porostnica szeroka
Porostnica szeroka, łada dwukropka (Cybosia mesomella) – motyl z rodziny mrocznicowatych (Erebidae) i podrodziny niedźwiedziówkowatych.

## Wygląd
Postać dorosła – imago
Skromnie ubarwiony. Głowa średniej wielkości. Tułów cienki wydłużony w białawym kolorze. Odwłok białawy składający się z segmentów, mniejszy od obrębu rozłożonych tylnych skrzydeł z charakterystycznym wzorkiem z kropek w ciemnym kolorze. Skrzydła o rozpiętości od 26 do 34 mm. Przednie skrzydło białawe, czasem z szarym lub żółtym odcieniem. Przedni brzeg skrzydła i strzępina na brzegu zewnętrznym żółte. W połowie długości skrzydła, przy przednim i tylnym brzegu występują dwie czarne kropki. Tylne skrzydło szare, niekiedy z żółtawymi rozjaśnieniami przy brzegu zewnętrznym. Czułki średniej wielkości odchylone na boki. Korpus imago pokryty drobnym owłosieniem.
Postać gąsienicy i larwyŚwieżo wyklute gąsienice żerują jesienią na porostach rosnących na ziemi a następnej wiosny po przezimowaniu zjadają także liście borówki bagiennej. Czasem żerują również na wątrobowcach. Okres zimy spędzają w porostach korzystając z ich ochrony.
Okres lotuDorosłe motyle pojawiają się na początku czerwca i latają do końca lipca. Lata po zmroku, na podmokłych łąkach i terenach leśnych, w dzień kryje się w trawach i krzakach. Loty godowe samców odbywają się wieczorem w ciepłe i bezwietrzne dni.
RozródSamice składają na początku lipca jaja na roślinach pokarmowych gąsienic. Gąsienice wylęgają się na początku września i zimują w zeschniętych porostach. Przepoczwarczenie rozpoczyna się na początku maja i trwa do połowy czerwca.
BiotopGatunek preferujący środowiska ciepłe, wilgotne i prześwietlone, lasy liściaste i mieszane oraz podmokłe łąki oraz zręby.

## Zasięg występowania
Występuje w całej Europie. W Polsce występuje na całym obszarze kraju. Zagrożeniami dla niej są niekorzystne zmiany zachodzące w środowisku leśnym.

## Rośliny żywicielskie
Podstawowe: porosty.
dodatkowe: wątrobowce, borówka bagienna.

## Ochrona
Gatunek nie podlega ochronie.